# Măgliž
Măgliž (búlgaro:Мъглиж) é uma cidade da Bulgária, localizada no distrito de Stara Zagora. A sua população era de 3,426 habitantes segundo o censo de 2010.

## População
| Măgliž | Măgliž | Măgliž | Măgliž | Măgliž | Măgliž | Măgliž | Măgliž | Măgliž | Măgliž | Măgliž | Măgliž | Măgliž | Măgliž | Măgliž | Măgliž | Măgliž | Măgliž | Măgliž | Măgliž |
| --- | ------ | ------ | ------ | ------ | ------ | ------ | ------ | ------ | ------ | ------ | ------ | ------ | ------ | ------ | ------ | ------ | ------ | ------ | ------ |
| Ano | 1887   | 1910   | 1934   | 1946   | 1956   | 1965   | 1975   | 1985   | 1992   | 2001   | 2002   | 2003   | 2004   | 2005   | 2006   | 2007   | 2008   | 2009   | 2010   |
| População |        |        |        | …      | …      | …      | 4,358  | 3,920  | 3,784  | 3,629  | 3,609  | 3,606  | 3,540  | 3,483  | 3,480  | 3,490  | 3,453  | 3,433  | 3,426  |
| Fontes: Instituto Nacional de Estatísticas, „citypopulation.de“, „pop-stat.mashke.org“, Bulgarian Academy of Sciences |        |        |        |        |        |        |        |        |        |        |        |        |        |        |        |        |        |        |        |